# Middleton (Suffolk)
Middleton – wieś w Anglii, w hrabstwie Suffolk. Leży 36 km na północny wschód od miasta Ipswich i 143 km na północny wschód od Londynu.